# Sebastián Vizcaíno
Sebastian Vizcaino (nell'ortografia della lingua spagnola: Sebastián Vizcaíno; Estremadura, 1548 – Città del Messico, 1624) è stato un militare, esploratore e diplomatico spagnolo, che variò continuamente ruolo nel corso della sua vita passando dalla Nuova Spagna (America spagnola che si estendeva sull'attuale Messico e parte degli attuali Stati Uniti) alle Filippine, dalla Baja California al Giappone.

## Biografia
Vizcaíno nacque in Estremadura. Iniziò ad intraprendere la carriera militare durante l'invasione spagnola del Portogallo nel periodo 1580 - 1583. Andato in Nuova Spagna nel 1583, salpò come mercante, su un galeone della Manila galleon verso le Filippine dove rimase dal 1586 fino al 1589.

## La California
Nel 1593 si aggiudicò la concessione per la pesca delle perle lungo le spiagge occidentali del Golfo di California. Egli stabilì un collegamento marittimo, con tre galeoni, fra la Baja California Sur e La Paz nel 1596. Fu lui a dare questo nome alla città che Hernán Cortés aveva chiamato Santa Cruz; cercò anche di stabilirvi un insediamento, ma problemi di rifornimenti e un incendio lo costrinsero presto ad abbandonarlo. 
Vizcaíno ritornò in California nel 1602 - 1603 quando venne incaricato di esplorare in maniera dettagliata la costa occidentale che Juan Rodríguez Cabrillo aveva perlustrato 60 anni prima. Vizcaíno assolse il compito creando delle nuove mappe e inserendo i nuovi nomi delle località, compresa San Diego e le isole Farallones. Uno dei risultati del viaggio di Vizcaino fu quello di rinverdire l'entusiasmo per la costruzione di un insediamento spagnolo a Monterey, ma questo programma dovrà attendere altri 167 anni prima di essere realizzato.

## Il Giappone
Vizcaíno viaggiò dalla Nuova Spagna al Giappone nel 1611 come ambasciatore e ritornò con dei giapponesi che furono i primi a mettere i piedi sul suolo americano. Egli si incontrò con Tokugawa Ieyasu e Date Masamune durante il suo soggiorno in Giappone.  
Egli lasciò poi il paese per compiere una missione che lo portò alla ricerca delle favolose "Isole dell'oro e dell'argento" che si supponeva fossero ad est del Giappone. La sua nave, la San Francisco, fu coinvolta in una tempesta che lo obbligò a ritornare a Uraga da dove era partito. L'anno seguente, Sebastian Vizcaino ritornò in Nuova Spagna su di una nave, il Bakufu che era stata costruita proprio per lui ma incontrò, ancora una volta condizioni atmosferiche avverse e dovette rientrare ad Uraga. 
A causa di questi due fallimenti, fu decisa la costruzione di una nave più grande e venne costruito un galeone di 500 tonnellate a cui venne dato il nome di San Juan Bautista. Esso venne usato per inviare un ambasciatore giapponese in Nuova Spagna e quindi in Europa, laddove arrivò Hasekura Tsunenaga. Questo secondo Sebastian Vizcaino offrì un contributo alla conoscenza tecnologica e allo sviluppo della capacità di costruire navi più capaci di tenere il mare con avverse condizioni meteorologiche. 
Vizcaino scrisse un rapporto intitolato: "Racconto sulla ricerca delle isole d'oro e d'argento" nel quale riferì le sue avventure in terra di Giappone.